# Sunday Lake (Washington)
Sunday Lake es un lugar designado por el censo ubicado en el condado de Snohomish en el estado estadounidense de Washington. En el año 2010 tenía una población de 640 habitantes.

## Geografía
Sunday Lake se encuentra ubicado en las coordenadas 48°13′49″N 122°16′4″O / 48.23028, -122.26778.